# Rice (Teksas)
Rice je grad u američkoj saveznoj državi Teksas. Prema popisu stanovništva iz 2010. u njemu je živjelo 923 stanovnika.